# Kaposvár–Szigetvár-vasútvonal
Az egykori Kaposvár–Szigetvár-vasútvonal a Zselic dombvidékét szelte át észak-déli irányban. Utoljára az 54-es menetrendi számot viselte.

## Útvonala

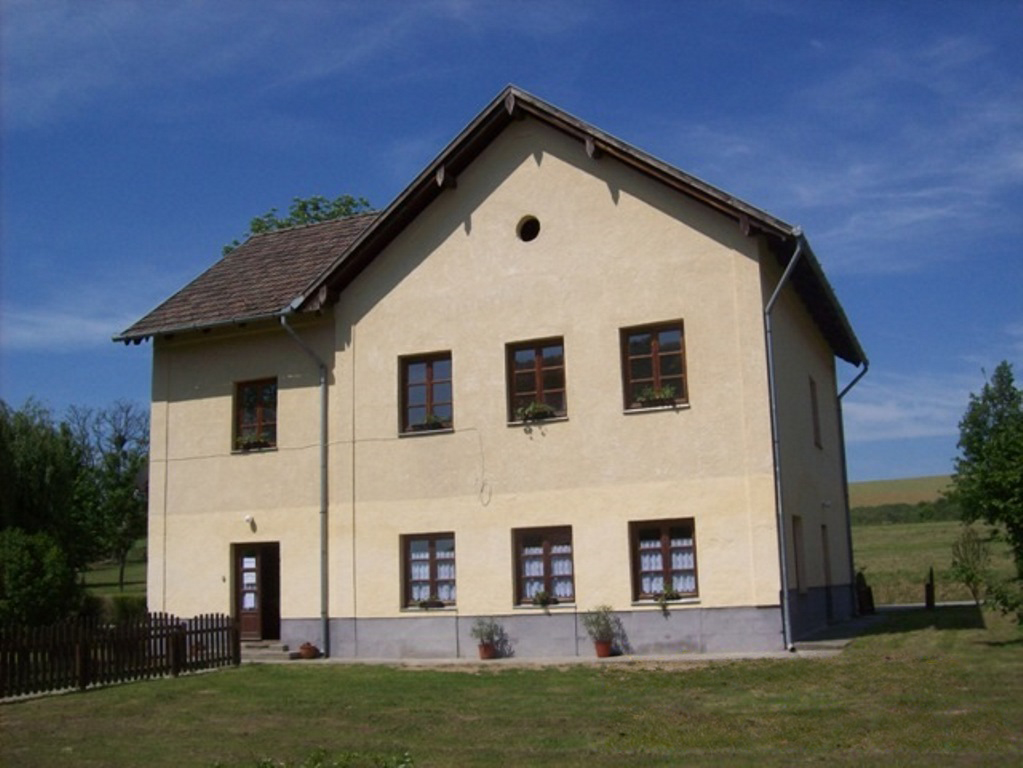
Az megszűnt almamelléki vasútállomás felvételi épülete 2012-ben (napjainkban a kisvasút végállomása)

A vasútvonal Kaposvártól keletre, Sántostól északra hagyta el a Kaposvárt Dombóvárral összekötő fővonal nyomvonalát, a Kapos folyó és a Surján-patak torkolatához közel. Innentől kezdve a Surján völgyében haladt dél felé egészen Bőszénfáig, ahol keresztezte a mai 67-es főút vonalát, majd Antalszállás északi végén ismét keresztezte azt. Ezeken a szakaszokon több töltésen és bevágáson haladt a vasút, majd Terecseny térségében ért ki az Almás-patak völgyébe, amelyben egészen Szigetvárig folytatta útját.
Ma az egykori vasút vonalán több szakaszon is turistautak húzódnak: Cserénfától Kaposgyarmatig a zöld sáv, Gálosfa után szintén a zöld sáv, majd egészen Bőszénfáig a piros kereszt. Innentől Antalszálláson át, majd a Korcsányi-tavak mellett Almamellékig a piros sáv, vagyis a Dél-dunántúli Pirostúra egyik szakasza esik egybe a megszűnt vasút nyomvonalával.

## Története
A helyiérdekű vasútvonalat a Szigetvár-Kaposvári HÉV társaság építette. A MÁV kaposvári állomásától induló 52,6 km hosszú vasútvonal Szigetváron csatlakozott a Pécs-Barcsi Vasúttársaság vonalához. A kisebb részben dombvidéki jellegű vasút kevés földmunkával épült, jelentősebb töltésépítésre Almamellék és Bőszénfa állomások között volt szükség. A nagyobb részben az Almás-patak völgyében futó vonalat 1900. november 9-én adták át a forgalomnak. A felépítmény 23,6 kg/fm tömegű, „i” jelű sínekből épült, a pályára 12 tonna tengelyterhelést engedélyeztek. Ágyazata hol sóderes, hol zúzottköves volt. Almamelléken 1901-ben csatlakozott a vasútvonalhoz a ma is működő Almamelléki Állami Erdei Vasút.
A vonalon általában naponta 2–3 pár személyvonat járt, többnyire 40 km/h-es sebességgel. A vontatásukhoz 275-ös és 376-os gőzmozdonyokat használtak, de a tehervonatokat időnként dízelmozdonnyal továbbították, amelyek a később megszüntetett kaposvári fűtőház állományának részét képezték. Előfordult köztük M38-as, illetve a tolatós tehervonatok esetén dupla M28-as kisdízel is. Volt idő, amikor a Pécsről a Balatonra közlekedő „fürdővonat” is Szigetvár, ezáltal a Kaposvár–Szigetvár-vonal érintésével jutott el céljához. Ennél a járatnál (ami legtöbbször nem állt meg a vonal kisebb állomásain) időnként 375-ös gőzmozdonyokat is bevetettek.

### Megszüntetése

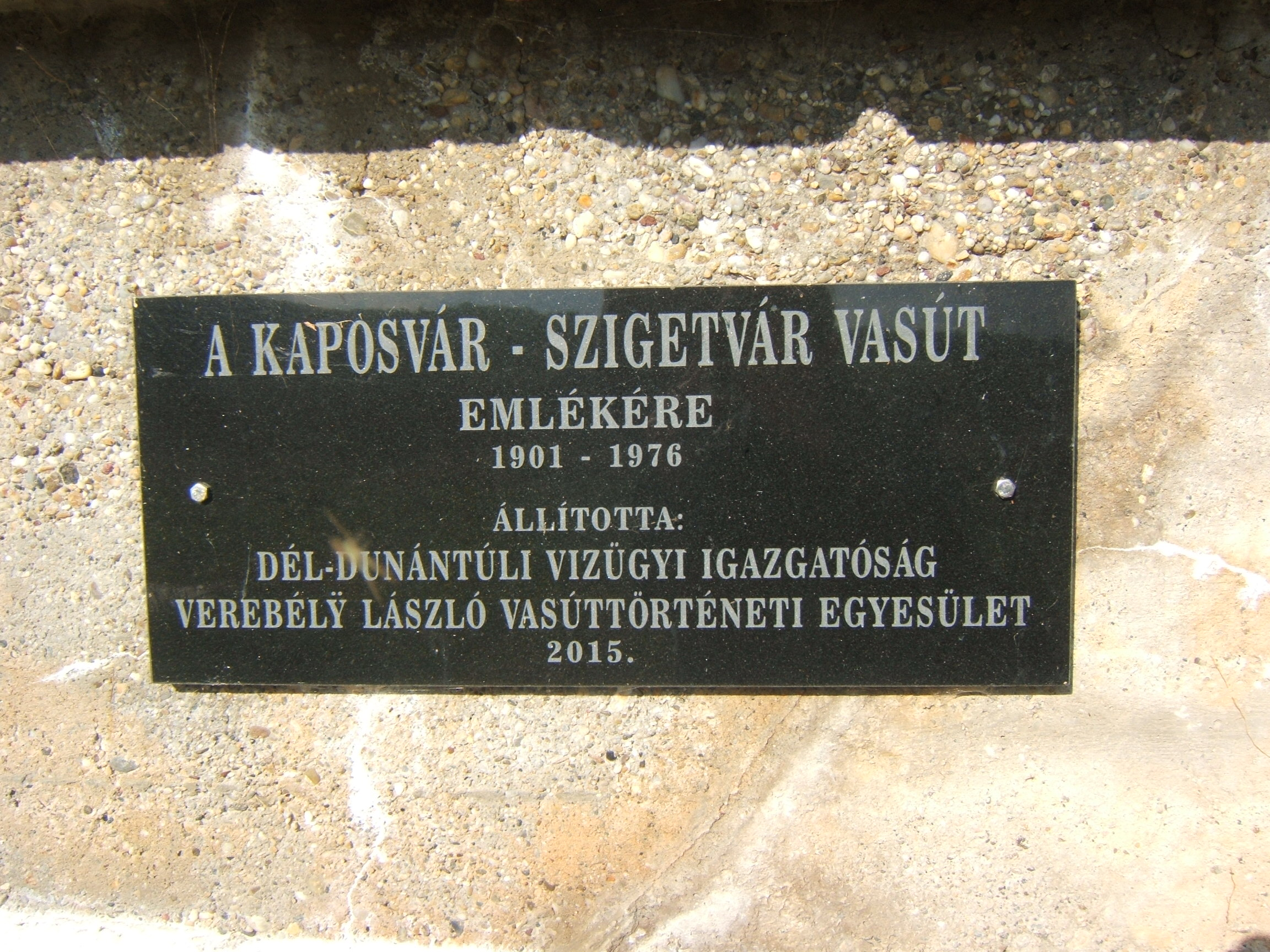
A vasútvonal emléktáblája

A vasútvonalat a Csanádi György-féle 1968-as közlekedéspolitikai koncepcióhoz köthetően számolták fel. Az utolsó személyvonat 1976. december 31-én ment végig a vonalon. 1977 nyarán a vasútvonal Almamellék állomásán forgatták Zsombolyai János Kihajolni veszélyes! című filmjét. A vágányokat a filmforgatás után szedték fel. 1998-ban a vasútvonal egy másik állomása, Mozsgó-Szulimán is filmszerepet kapott a Kisváros című tévésorozat Különös véletlenek című epizódjában (106. rész) az egyik főszereplő az állomásépületet nézi meg, mint lehetséges lakóházat.

## Emlékezete
Az állomás hajdani épületét 2019-ben megvásárló Rácz Mihály Szentlászló vasútállomáson 2020-ban vasúttörténeti kiállítást rendezett be.
2015-ben a Verebélÿ László Vasúttörténeti Egyesület és a Dél-Dunántúli Vízügyi Igazgatóság emléktáblát helyezett el a vasút egykori Kapos-hídjának maradványánál, a 66-os közút hídjának közelében.